# Held Kirgisistans
Der Titel Held der Kirgisischen Republik (kirgisisch Кыргыз Республикасынын Баатыры) ist die höchste Auszeichnung Kirgisistans, die am 16. April 1996 durch das Gesetz „Über die Einrichtung staatlicher Auszeichnungen der Kirgisischen Republik“ als Nachfolger des Titels Held der Sowjetunion eingeführt wurde.

## Träger
- Tügölbai Sydykbekow, 1997
- Tschingis Aitmatow, 1997
- Türgünbaj Sadykow, 1997
- Salischan Scharipow, 1998
- Turdakun Usubalijew, 1999
- Sabira Mumuschalijewa, 2000
- Akbaraly Kabajew, 2002
- Kurmanbek Arykow, 2002
- Assanchan Dsumachamtow, 2003
- Mambet Mamakejew, 2004
- Absamat Masalijew, 2005
- Sujunbai Jeralijew, 2006
- Sooronbai Dschusujew, 2007
- Tölögön Kasymbek, 2007
- Ernst Akramow, 2009
- Kulijipa Kondutschalowa, 2010
- Dooronbek Sadyrbajew, 27. Oktober 2010
- Ischchak Rassakow, 2010
- Alisbek Alymkulow, 2011
- Mutalip Mamytow, 2011
- Taschtanbek Akmatow, 2013
- Dschusup Mamai, 2014
- Almasbek Atambajew, 2017
- Torabai Kulatow, 2019
- Sultan Ibraimow, 2019
- Dschusup Abdrachmanow, 2021
- Achamtbek Sujumbajew, 2021
- Apas Dschumagulow, 2022
- Medetchan Scherimkulow, 2022
- Kamtschybek Taschijew, 2022
- Arstanbek Duischejew, 2022
- Bölötbek Schamschijew, 2022
- Nassirdin Issanow, 2023